# پایگاه هوایی پنسکوولا
پایگاه هوایی پنسکوولا (به انگلیسی: Naval Air Station Pensacola) یک فرودگاه با کد یاتا NPA است که یک باند فرود آسفالت و بتن دارد و طول باند آن ۲۱۷۵ متر است. این فرودگاه در کشور ایالات متحده آمریکا قرار دارد و در ارتفاع ۸٫۵ متری از سطح دریا واقع شده‌است. ستاد فرماندهی آموزش و تمرین دریایی در این پایگاه قرار دارد.